# RBB (Really Bad Boy)
«RBB (Really Bad Boy)» es una canción grabada por el grupo surcoreano Red Velvet, lanzado como sencillo de RBB, miniálbum del grupo. Fue publicado el 30 de noviembre de 2018, junto al disco.

## Composición y lanzamiento
La canción se caracterizó como una canción dance pop y R&B con una melodía pegadiza. Fue escrita y compuesta Kenzie y producida por Timothy 'Bos' Bullock, Sara Forsberg y MZMC. Líricamente, expresa los encantos de un «chico malo». El sencillo fue lanzado el 11 de noviembre de 2018.

## Promoción
El grupo inició las promociones en Music Bank, interpretando «RBB (Really Bad Boy)» y «Butterflies» en vivo por primera vez una hora antes del lanzamiento oficial del álbum.

## Videoclip
El vídeo musical fue lanzado el mismo día que el álbum. La coreografía de la canción fue creada por Choi Sun-hee, Kaycee Rice y Janelle Ginestra. El vídeo con temática de Halloween, que tenía un letrero de «Howliwood» en el fondo (una parodia de Hollywood) presentaba al «chico malo» en forma de un hombre lobo persiguiendo a las chicas durante todo el vídeo, en varias escenas de inspiración retro, como una habitación rosa con un piso estampado, un cementerio y las chicas atrapadas dentro de marcos de pintura. El videoclip también hace referencia a la película de 1980, El resplandor, en una escena en la que Irene y Yeri se visten como las gemelas Grady.

## Posicionamiento en listas
| Lista (2018)                      | Mejor posición |
| --------------------------------- | -------------- |
| Corea del Sur (Gaon)              | 10             |
| Corea del Sur (Billboard Hot 100) | 7              |